# TeamXbox
TeamXbox是一个电子游戏媒体网站，主要关注微软Xbox系列游戏主机平台。

## 历史
TeamXbox由布伦特·索博莱斯基（Brent Soboleski）和史蒂夫·巴顿（Steve Barton）于2000年共同创立。2001年，TeamXbox与MSXbox论坛合并，成为当时最大的Xbox主题网站之一。IGN娱乐公司在2003年收购了TeamXbox。2005年TeamXbox又被新闻集团收购。2012年8月，该网站停止更新。2018年，该网站的域名已经无法访问。